# Michèle Gilkinet
Pour les articles homonymes, voir Gilkinet.
Michèle Gilkinet est une femme politique belge née à Kamina le 25 janvier 1952.

## Biographie
Michèle Gilkinet est élue à la Chambre des représentants le 13 juin 1999 en tant que députée Ecolo de la circonscription électorale de Nivelles. Elle siège jusqu'au 10 avril 2003, date de la fin de la 50e législature de la Chambre.